# Погляд назад, 2000—1887
«Погляд назад, 2000—1887» (англ. Looking Backward, 2000—1887) — утопічний роман християнського соціаліста Едварда Белламі. Був надзвичайно популярним у XIX столітті — в перший рік після публікації в США було продано 200 000 примірників книги, і ще 100 000 у Великій Британії. У Росії в 1891—1918 роках вийшло як мінімум сім видань роману в трьох різних перекладах.

## Зміст
За сюжетною лінією роман є типовою утопією. 1887 року молодий бостонський рантьє Джуліан Вест звернувся до гіпнотизера, щоб позбутися безсоння (породженого страйками на підприємствах, які йому належать). Заснувши, він отямився після тривалого летаргічного сну в 2000 році. На місці будинку Веста стоїть будинок доктора Літа, який і стає провідником головного героя в соціалістичному Бостоні.
Виявляється, протягом XX століття вся економіка США перетворилася на єдину надкорпорацію — «промислову армію». Всі виробничі потужності є державною власністю, а кожен громадянин з 21 до 45 років повинен працювати в «промисловій армії», але отримує коштом державного кредиту (в романі вперше описані дебетні карти і супермаркети) все необхідне, включаючи житло. Понад прожитковий мінімум оплачуються важкі і небезпечні роботи, а також творча діяльність, яка виводить людину за межі індустріального виробництва. Значну частину обсягу книги займають діалоги Веста і доктора Літа про сутність нового суспільства. Економічну і соціальну систему майбутнього Белламі називав «націоналізмом», щоб не викликати асоціацій з радикальними соціалістами того часу.
Сюжетну динаміку забезпечує романтична лінія: Джуліан Вест закохується в дочку свого чичероне — Едіт Літ, яка як дві краплі води нагадує наречену Веста, яку він назавжди залишив в 1887 році. У фіналі роману вони вирішують одружитися, і це примиряє Веста з новим світом. Характерною є гендерна інверсія: в світі 2000 року дівчина робить пропозицію одруження першою.

## Літературні особливості
Авторитарний дух твору негативно оцінювався багатьма соціалістами, зокрема Вільямом Моррісом, який у своїй рецензії писав про Белламі: «… єдиний ідеал життя, який може наштовхнути його на подібне, — це сьогоднішнє існування працьовитого фахівця, що належить до середнього класу, з однією лише поправкою: бідолаха звільнений від гріха співучасті в злочинах монополістів і здобув незалежність, яка прийшла на зміну його нинішньої ролі паразита». Книга була написана з таким розрахунком, щоб сфокусувати всі страхи її читачів перед робочим рухом і зміцнити їх віру в те, що можливий гуманний капіталізм. В утопічному світі Белламі матеріальне споживання стає основною розвагою для населення. За словами М. Бьюмонта, «процес покупки — майже нічим не відрізняється від нинішніх покупок в „IKEA“ або „Argos“». Надія Крупська писала про роман: «Бідне було до крайності життя того майбутнього суспільства, яке там зображувалося, — не було там боротьби, не було колективу».